# 제임스 클레벌리

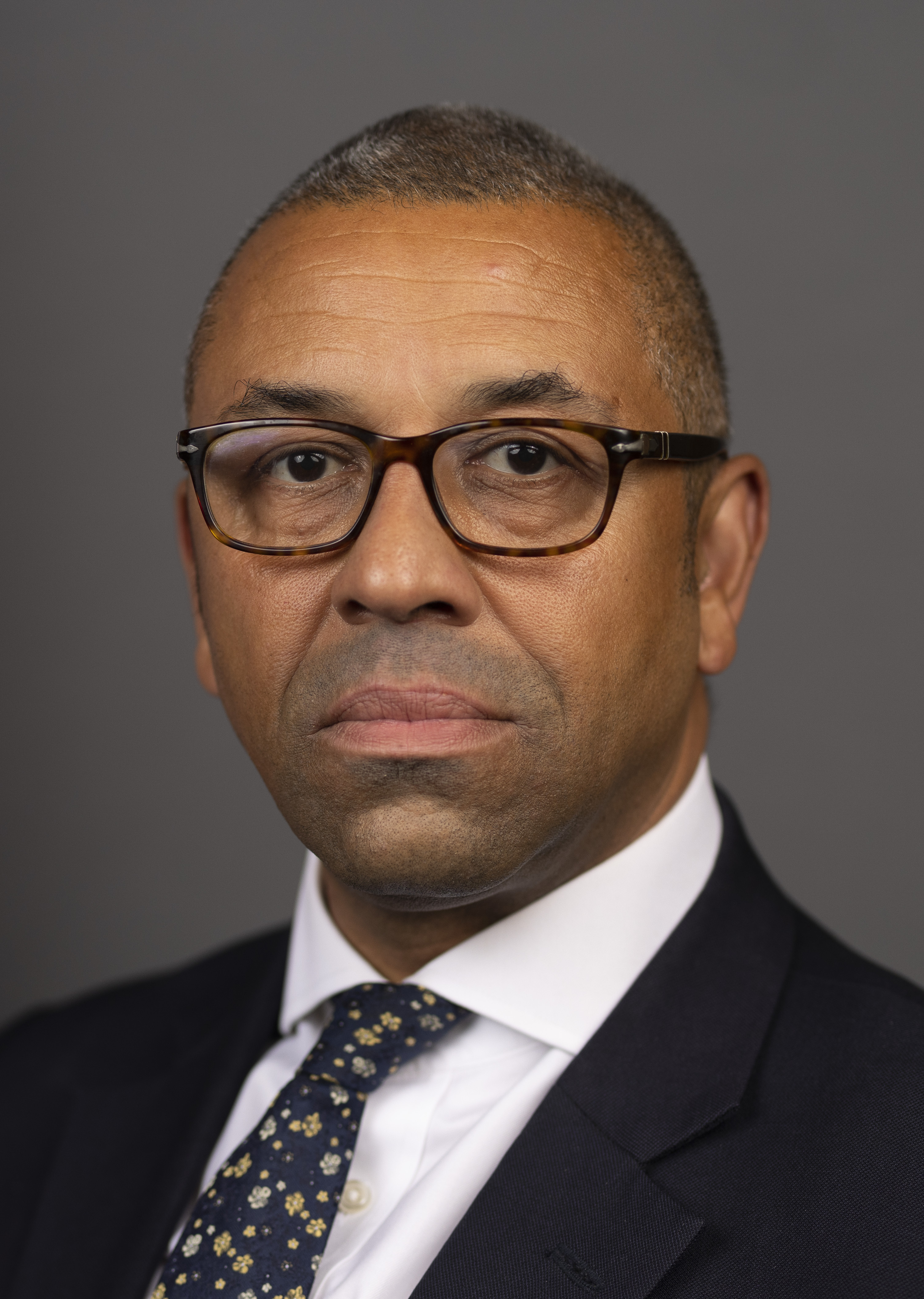

제임스 스펜서 클레벌리(영어: James Spencer Cleverly, 1969년 9월 4일 ~ )은 영국의 정치인이자 육군 예비역 장교로 2022년부터 외무장관을 지냈다 보수당의 일원인 그는 2015년부터 에식스에서 브레인트리 의 국회의원 (MP)을 역임했다. 그는 이전에 2022년 7월부터 9월까지 교육부 장관, 2019년부터 2020년까지 벤 엘리엇 와 함께 보수당의 공동 의장, 2008년부터 2016년까지 벡슬리와 브롬리 의 런던 의회(AM) 의원으로 재직했다.
영리하게 2016년 EU 회원 투표 에서 브렉시트에 대한 투표를 옹호했다. 5월 2차 내각 에서는 2018년부터 2019년까지 보수당 부의장, 2019년 4월부터 7월까지 유럽연합 탈퇴를 위한 의회 국무차관을 역임했다. 2019년 7월 보리스 존슨이 총리로 임명된 후 클레벌리는 포트폴리오 없이 장관 으로 내각으로 승진했다. 그는 2019년부터 2020년까지 벤 엘리엇 과 함께 보수당의 공동 의장을 역임했다.
클레벌리는 2020년 내각 개편 에서 내각에서 강등되었고 중동 및 북아프리카 국무장관으로 임명되었다. 그는 2021년 12월 중동, 북아프리카 및 북미 국무장관이 된 후 2022년 2월 유럽 및 북미 국무장관으로 임명되었다. 2022년 7월에 그는 미셸 도넬란의 뒤를 이어 교육부 장관이 되었다. 2022년 9월 그는 당시 총리 리즈 트러스에 의해 외무장관으로 임명되어 영국 역사상 최초의 아프리카 유산 외무장관이 되었다. 그는 2022년 10월 리시 수낙에 의해 외무장관으로 유임되었다.